# Z-boson
Het Z-boson is een boson dat de zwakke kernkracht overbrengt. Het elementair deeltje is elektrisch neutraal (notatie Z0) en heeft een massa van 91 GeV/c2. Het deeltje werd voorspeld in de jaren 60 van de 20e eeuw in de theorie voor de elektrozwakke wisselwerking van Sheldon Glashow, Abdus Salam en Steven Weinberg, en werd voor het eerst waargenomen in 1983 in het CERN-lab. In 1984 kregen de natuurkundigen Simon van der Meer en Carlo Rubbia de Nobelprijs voor Natuurkunde onder andere voor hun bijdrage aan de ontdekking van het Z-boson.